# Шварцберг Яків Олександрович
Яків Олександрович Шварцберг (18 (30) жовтня 1885 — 28 січня 1969) — лікар-оториноларинголог, заслужений діяч науки УРСР (1941), професор Київського медичного інституту (завідував кафедрою ЛОР-хвороб у 1935—1941 і 1944—1963 роках). З 1950 по 1955 рік — головний отоларинголог Міністерства здоров'я УРСР.

## Біографія
Народився 30 жовтня 1885 р. в м. Старий Оскол на Курщині. У 1914 р., закінчивши Харківський Університет, мобілізований в армію і направлений на фронт на посаду молодшого лікаря полку. В 1916 р. Яків Олександрович повернувся в університет, здав державні іспити, після чого продовжив службу старшим лікарем полку.
У роки Першої Світової війни був направлений в м. Слов'янськ на посаду старшого ординатора хірургічного відділення військового лазарету, що входив до складу Червоної гвардії.
З 1919 р. Я. О. Шварцберг працював консультантом-отоларингологом групи госпіталів евакопункту в м. Суми. Під час Громадянської війни, і після, служив у складі Червоної армії.
У 1923 р. направлений в Київ на посаду начальника ЛОР-відділення військово-клінічного госпіталю.
З 1930 р. Яків Олександрович — головний консультант Ліксанупра УРСР і завідувач ЛОР-відділенням стаціонару Лічсанупра.
У 1932 р. обирається приват-доцентом Київського інституту вдосконалення лікарів. В 1935 р. — завідувачем кафедри хвороб вуха, горла і носа 2-го Київського медичного інституту, клінічною базою котрого було ЛОР-відділення Київського військового госпіталю. Йому присвоюють звання професора.
На початку Другої Світової війни Київський військовий госпіталь був евакуйований до м. Харкова, потім м. Томськ. Разом з виконанням обов'язків начальника ЛОР-відділення був консультантом санітарного відділу Сибірського військового округу.
Наприкінці 1942 р. Яків Олександрович переведений в Москву на посаду консультанта госпіталю авіаційної медицини та інституту нейрохірургії імені М. Н. Бурденко. Одночасно Головне військово-медичне управління залучало його до консультативної та інспекторської роботи на 1-му, 2-му, 3-му і 4-му Українських фронтах.
З 1944 р., після повернення госпіталю і медичного інституту із евакуації до Києва, Я. О. Шварцберг був одночасно призначений завідувачем ЛОР-кафедрою Київського медичного інституту та головним отоларингологом Київського військового округу (до виходу у відставку в 1948 р.), а також головним спеціалістом Мінздраву УРСР (до 1955 р.).
Після звільнення з армії Яків Олександрович повністю переключився на роботу в клініці і на кафедрі ЛОР-хвороб Київського медичного інституту.
Помер на 84-му році життя, 28 січня 1969 р. Пам'ятник на похованні встановлено 1971 року, скульптор К. А. Кузнецов.

## Наукова діяльність
Я. О. Шварцберг  — автор близько 100 доповідей і науково-практичних робіт з питань тонзиліту, склероми, злоякісних пухлин вуха, носа і горла та ін., а також винаходу «Набор гортанных расширителей», який демонструвався в Москві на ВДНХ.
Ним підготовлено більше 200 лікарів по отоларингології для військового відомства і органів охорони здоров'я. Чимало з них стали відомими спеціалістами  — П. І. Трифонов, А. Д. Гурков, В. П. Коломійцев, М. І. Соболь, А. А. Маньковський, Б. Л. Французов та інші.

## Науковий доробок (частковий)
- «Борьба с симулятивной и истерической афонией» (1934)
- «Вопрос хирургического вмешательства при заболевании придаточных полостей носа и уха» (1934)
- «Ранение лобных пазух по материалам ВОВ» (1942)
- «О применении набора гортанных расширителей» (1951)